# 埃爾克里克鎮區 (堪薩斯州里帕布利克縣)
埃爾克里克鎮區（英語：Elk Creek Township）為美國堪薩斯州里帕布利克縣轄下的鎮區。2010年美国人口普查中此鎮區人口有136人。

## 歷史
埃爾克里克鎮區設立於1871年，鎮區名稱以埃爾克溪（Elk Creek）為名。

## 地理
埃爾克里克鎮區涵蓋總面積為93.6平方（36.14平方英里），其中陸地面積為93.4平方（36.05平方英里），水域面積為0.23平方（0.09平方英里）或0.25%。海拔高度418（1,371英尺）。

## 人口統計
根據2010年美國人口普查，埃爾克里克鎮區人口有136人，其中男性有70人，女性有66人，人口密度為每平方公里1.45人，住房計101戶。鎮區內的白人有134人，非裔美國人有0人，美洲原住民有0人，亞裔美國人有0人，太平洋島裔美國人有0人，其他種族有0人，混血種族則有2人。此外鎮區內有0人為西班牙裔或拉丁裔美國人。此鎮區之年齡中位數為51.5歲，而男性年齡中位數為52歲，女性年齡中位數為50.5歲。

## 交通

### 主要公路
- 148號堪薩斯州州道